# Айрапетян Давид Валерійович
Давид Валерійович Айрапетян (рос. Давид Валерьевич Айрапетян, 26 вересня 1983, Баку, СРСР) — російський боксер, олімпійський медаліст, призер чемпіонатів світу, чемпіон Європи. Заслужений майстер спорту Росії (2009).

## Ранні роки
Давид народився в Баку. Коли розпочався Карабаський конфлікт, його сім'я виїхала спочатку у Вірменію, а потім у Росію в П'ятигорськ, де Давид з 13 років і розпочав заняття боксом.

## Аматорська кар'єра
2006 року на чемпіонаті Європи завоював золоту нагороду.
- У 1/8 фіналу переміг Георгія Чигаєва (Україна) — 29-22
- У чвертьфіналі переміг Пал Бедака (Угорщина) — 34-26
- У півфіналі переміг Оганеса Даніеляна (Вірменія) — RSCO3
- У фіналі переміг Альфонсо Пінто (Італія) — 36-24

2007 року на чемпіонаті світу здобув перемоги над Пуревдоржийн Сердамба (Монголія) та Пал Бедаком (Угорщина), але в 1/8 фіналу програв Цзоу Шимін (Китай) — 23-6.
На Олімпіаді 2008 програв в першому бою Георгію Чигаєву(Україна) — 11-13.
На чемпіонаті світу 2009 в Мілані виборов срібну медаль.
- У першому раунді переміг Клейбера Сегуру (Колумбія) — 25-6
- У другому раунді переміг Ферхата Пехлівана (Туреччина) — 7-2
- У 1/8 фіналу переміг Карлоса Кіпо (Еквадор) — 14-5
- У чвертьфіналі переміг Хосе де ла Ніеве (Іспанія) — 12-3
- У півфіналі переміг Сін Джон Хун (Південна Корея) — 9-1
- У фіналі програв Пуревдоржийн Сердамба (Монголія) — 5-10.

На чемпіонаті Європи 2010 Айрапетян програв в першому бою Ельвіну Мамішзаде (Азербайджан) — 3-5.
Чемпіонат світу 2011 в Баку приніс Давиду бронзову нагороду.
- У 1/16 фіналу переміг Ероса Корреа (США) — 23-10
- У 1/8 фіналу переміг Лукаша Машчіка (Польща) — 24-7
- У 1/4 фіналу переміг Хосе де ла Ніеве (Іспанія) — 15-8
- У півфіналі програв Цзоу Шимін (Китай) — 8-15

### Виступ на Олімпіаді 2012
- У другому раунді переміг Маркано Ортіса (Пуерто-Рико) — 15-13
- У чвертьфіналі переміг Ферхата Пехлівана (Туреччина) — 19-11
- У півфіналі програв Каео Понгпраюн (Таїланд) — 12-13 і отримав бронзову медаль.

На чемпіонаті Європи 2013 Айрапетян вдруге став чемпіоном.
- У 1/8 фіналу переміг Оганеса Даніеляна (Вірменія) — 3-0
- У чвертьфіналі переміг Мануеля Каппаї (Італія) — 2-1
- У півфіналі переміг Джека Бейтсона (Англія) — 3-0
- У фіналі отримав перемогу через неявку Педді Барнса (Ірландія).

Протягом 2013—2015 років провів 5 боїв у Світовій серії боксу за Russia Boxing Team.